# 91333 Robertogorelli
91333 Robertogorelli è un asteroide della fascia principale. Scoperto nel 1999, presenta un'orbita caratterizzata da un semiasse maggiore pari a 2,338880 UA e da un'eccentricità di 0,165413, inclinata di 5,210644° rispetto all'eclittica. Ha un diametro di 3,626 km.